# Giro di Lombardia 1917
Il Giro di Lombardia 1917, tredicesima edizione della corsa, fu disputata il 4 novembre 1917, su un percorso totale di 204 km. Fu vinta dal belga Philippe Thys, giunto al traguardo con il tempo di 6h58'02", alla media di 29,279 km/h, precedendo Henri Pélissier e Leopoldo Torricelli.
Presero il via da Milano 54 ciclisti e 29 di essi portarono a termine la gara.

## Ordine d'arrivo (Top 10)
| Pos. | Corridore           | Squadra        | Tempo    |
| ---- | ------------------- | -------------- | -------- |
| 1    | Philippe Thys       | Peugeot-Wolber | 6h58'02" |
| 2    | Henri Pélissier     | -              | s.t.     |
| 3    | Leopoldo Torricelli | Maino          | s.t.     |
| 4    | Luigi Lucotti       | Bianchi        | s.t.     |
| 5    | Charles Juseret     | -              | s.t.     |
| 6    | Gaetano Belloni     | Bianchi        | a 3'25"  |
| 7    | Angelo Gremo        | Bianchi        | s.t.     |
| 8    | Romeo Poid          | -              | s.t.     |
| 9    | Alfredo Sivocci     | Dei            | s.t.     |
| 10   | Costante Girardengo | Bianchi        | a 15'00" |